# Західний Лотіан
За́хідний Ло́тіан (англ. West Lothian) — область у складі Шотландії. Розташована в центрі країни. Адміністративний центр — Лівінгстон.

## Найбільші міста
Міста з населенням понад 5 тисяч осіб:
| № | Місто      | Населення, осіб (2006) |
| - | ---------- | ---------------------- |
| 1 | Лівінгстон | 54 430                 |
| 2 | Батгейт    | 16 300                 |
| 3 | Броксберн  | 14 140                 |
| 4 | Лінлітгоу  | 13 180                 |
| 5 | Армадейл   | 10 830                 |
| 6 | Вітберн    | 10 780                 |
| 7 | Іст-Калдер | 5 600                  |